# Francisco Javier Nuño y Guerrero
Francisco Javier Nuño y Guerrero fue el primer obispo de la Diócesis de San Juan de los Lagos después de la erección de la diócesis declarada por Pablo VI el 25 de marzo de 1972.

## Primeros años
Nació en Guadalajara el 3 de diciembre de 1905. Su padre, don Andrés Nuño, que había sido ferviente católico, falleció como mártir cristero. Su madre, doña María Guerrero, fue una mujer sencilla y discreta, también de fe muy viva.
Eran entonces tiempos difíciles en México para los creyentes. Sin embargo, Francisco Javier fue bautizado cinco días después de su nacimiento en el templo parroquial de San José de Analco, antiguo barrio de gran tradición en Guadalajara.
Cuando el pequeño tenía tres años, la familia se trasladó a Cocula, población cercana a Guadalajara, donde recibió la confirmación y la primera comunión. La vida en Cocula era tranquila, pues la población no es grande, pero los planteles educativos escaseaban. Francisco Javier sólo llegó a estudiar allí hasta el tercer año de secundaria. Para continuar los estudios se trasladó de nuevo a Guadalajara y a los quince años se inscribió en el seminario para cursar los estudios eclesiásticos.

## Seminario
Por entonces terminaba la Revolución Mexicana, que se prolongaría por el conflicto religioso cristero. En 1924 el seminarista Francisco Javier Nuño fue expulsado del seminario, junto con todos los demás compañeros, por las fuerzas del gobierno anticlerical. Regresó por breve tiempo al seminario, para ser expulsado de nuevo en 1925. Durante los gobiernos de los presidentes Álvaro Obregón y Plutarco Elías Calles las relaciones entre la Iglesia y el Estado eran tensas y esto dificultaba más aún los estudios de los futuros sacerdotes. Sin embargo, la persecución religiosa acicateó la fe y la entrega de muchos y Francisco Javier, que ya había recibido las órdenes menores, partió para Roma a continuar sus estudios. En la Ciudad Eterna ingresó al Pontificio Colegio Pío Latino Americano.

## Sacerdocio
Ordenado sacerdote el 7 de abril de 1928, al año siguiente en la Universidad Gregoriana recibió el doctorado en teología y poco después regresó a la patria.
Para entonces el conflicto religioso en México se había agudizado. El padre Nuño ocupó un puesto de profesor en el Seminario Menor de Guadalajara, donde impartió las clases de latín, geografía, geometría y gramática castellana y fue nombrado prefecto. En el Seminario Mayor fue catedrático de filosofía.
Sus cualidades como maestro no se concretaban a impartir una clase o a dar algunos datos. Ejercitó una poderosa influencia en sus alumnos seminaristas gracias al testimonio de su propia vida y a la profunda y sincera humildad que reconocen en él todos los que lo trataron. Pero tal vez la característica más pedagógica y sacerdotal del padre Nuño fuera su amabilidad, su sencillez, su sonrisa siempre acogedora y franca, indudable don del Espíritu Santo.
En 1931 fue nombrado capellán del templo Expiatorio de Guadalajara, cuya construcción tardó muchos años, pues es de grandes proporciones y magnificencia y está dedicado al culto del Santísimo Sacramento. Ahí impuso la Adoración Nocturna, la catequesis y sobre todo la Juventud Católica Femenina Mexicana.

## Obispo
Su dinámica acción pastoral y su vida ejemplar atrajeron la atención del papa Pío XII, que lo preconizó para el episcopado de Zacatecas. Fue consagrado obispo por el entonces arzobispo José Garibi Rivera, en la catedral tapatía, el 15 de agosto de 1951 y en diciembre del mismo año se trasladó a Zacatecas, y permaneció en la diócesis zacatecana hasta abril de 1955, cuando regresó a Guadalajara como obispo coadjutor.
Pensando en la juventud impulsó el parque deportivo "Morelos". Bendijo los terrenos donde funcionaba un dispensario médico, una escuela y una sección deportiva femenina, así como un parvulario.
En Guadalajara monseñor Nuño arraigó y conquistó el afecto de muchas personas, pues sus actividades eran muy diversas: confesaba, daba orientación a las religiosas y predicaba con una afabilidad y bondad inalterables.

### Obispo de San Juan de los Lagos
Sus méritos, su obediencia y su fidelidad a la Iglesia hicieron que en 1972 el papa Pablo VI, luego de crear la Diócesis de San Juan de los Lagos, lo nombrara su primer obispo.
La experiencia de monseñor Nuño se reveló de inmediato en su nueva diócesis donde promovió de manera especial la instrucción catequística y la devoción a la Santísima Virgen, pues tenía además en cuenta que San Juan de los Lagos es una diócesis mariana.
En 1976, al cumplir las bodas de plata episcopales, don Francisco Javier pidió a sus diocesanos que en vez de organizar festejos se organizaran Jornadas de evangelización en torno al catecismo y a la Biblia.
En San Juan de los Lagos permaneció hasta enero de 1981 en que, por su avanzada edad, presentó su renuncia al gobierno pastoral de la diócesis. El papa Juan Pablo II la aceptó y monseñor Nuño regresó a Guadalajara, viviendo en su casa, en Av. México, a un lado de la mayor de sus tres sobrinas.

## Muerte
Falleció de un infarto fulminante la mañana del 1 de diciembre del mismo año, celebrándose sus exequias en el templo Expiatorio, donde fueron sepultados sus restos bajo el altar mayor, asistiendo más de 3,000 personas a su misa de cuerpo presente, al día siguiente. La feligresía y el clero de Guadalajara lamentaron mucho su muerte, pero conservan aún el recuerdo de un pastor sencillo y sonriente, humilde y siempre fiel.
| Predecesor: Primero en el Cargo         | Obispo de San Juan de los Lagos 1972 - 1981                   | Sucesor: José López Lara     |
| Predecesor: Gabriel Joseph Élie Breynat | Arzobispo titular de Garella 1954 - 1972                      | Sucesor: Último en el Cargo  |
| Predecesor: Ignacio Placencia y Moreira | Obispo de Zacatecas 1951 - 1954                               | Sucesor: Antonio López Aviña |
| Predecesor: John Baptist Rosenthal      | Arzobispo titular de Siedra julio de 1951 - diciembre de 1951 | Sucesor: Fréderich Osterrath |

- Datos: Q19279733
- Multimedia: Francisco Javier Nuño y Guerrero / Q19279733